# Вольф, Юзеф
Юзеф (Осип Людвикович) Вольф (пол. Józef Ludwik Wolff; 15 декабря 1852, Варшава — 9 августа 1900, Гейдельберг, Германия) — польский знаток геральдики и генеалогии, библиофил и книготорговец. Член-корреспондент Польской академии знаний в Кракове.

## Биография
Сын еврейского торговца и банкира Людвика Вольфа. Обучался на экономическом факультете университета в Лейпциге. После его окончания работал в Торговом банке в Варшаве.
Позже Ю.Вольфа поглотила страсть к изучению истории. Он переехал в Санкт-Петербург и занялся исследованием документов об истории, генеалогии и просопографии правящих, княжеских и других родов и лиц, занимавших видное положение в Великом княжестве Литовском.
С 1883 стали публиковаться работы Ю.Вольфа по истории дворянства средневекового государства, части территории которого ныне входят в состав Белоруссии, Литвы, Латвии, Польши (Подляшье), России, Украины, Эстонии.
Основным источником исторических данных для него служила, кроме архивов, литовская метрика — собрание копий всех документов, вышедших из великокняжеской канцелярии и сейма Великого княжества Литовского.

## Избранные труды
Существует легенда о том, что капитальный труд польского историка Юзефа Вольфа о литовско-русских князьях, по богатству собранного материала (прежде всего из книг Метрики) до сих пор не имеющий себе равных, в действительности принадлежит не Вольфу, а графу Константину Францовичу Ожаровскому (1823—1893), гофмейстеру, известному знатоку польской генеалогии.
- Князья Kобринские (недоступная ссылка). — Kраков, 1883.
- Сенаторы и сановники Великого княжества Литовского 1386—1795 гг. — Краков, 1885.
- Пацови. Историко-генеалогические материалы — СПб, 1885.
- Еврей — министр короля Сигизмунда. Исторический очерк. — Kраков, 1885 (репринтное издание — Тель-Авив, 1988)
- Род Гедимина. — Краков, 1886
- Князья литовско-русские с конца XIV века. — Варшава, 1895.
- Сапеги. — СПб, 1890—1893.

Из неопубликованного наследия Вольфа следует отметить рукопись работы «Гербовник литовской шляхты», сгоревшую при пожаре библиотеки Красинских в Варшаве в 1944 году.